# الإذاعة السودانية

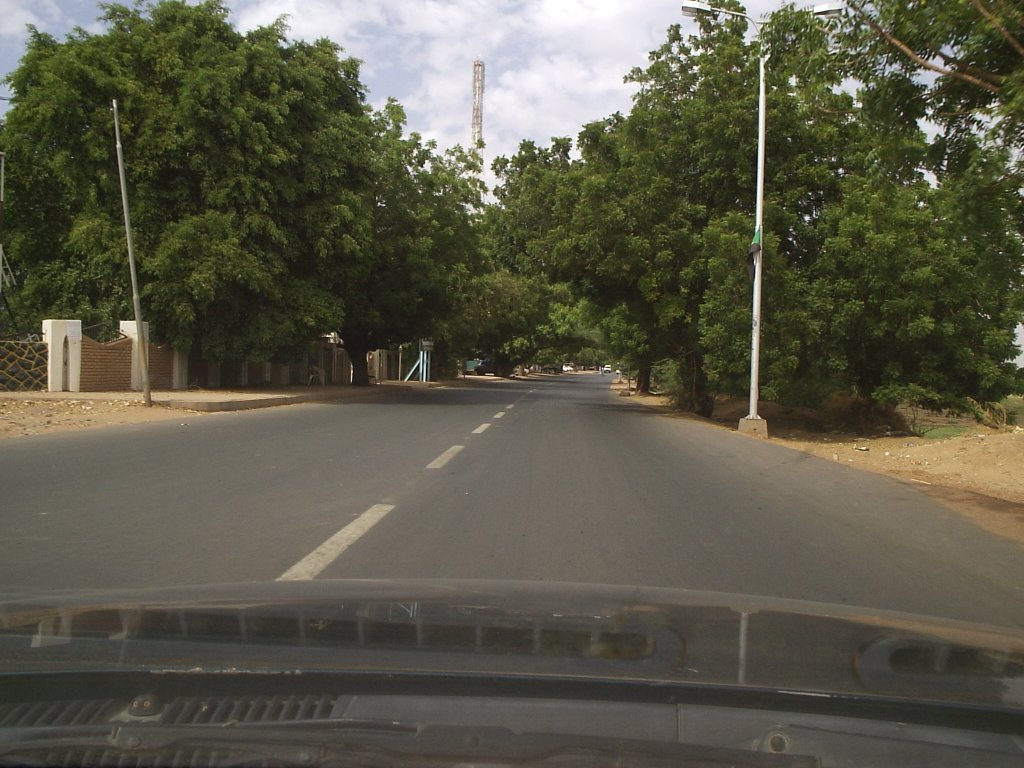
شارع اذاعة امدرمان (شارع الايثاء)

الإذاعة السودانية هي الإذاعة السودانية الأولى التي بدأ بثها من مدينة أم درمان في عام 1940م.

## تاريخ الإذاعة

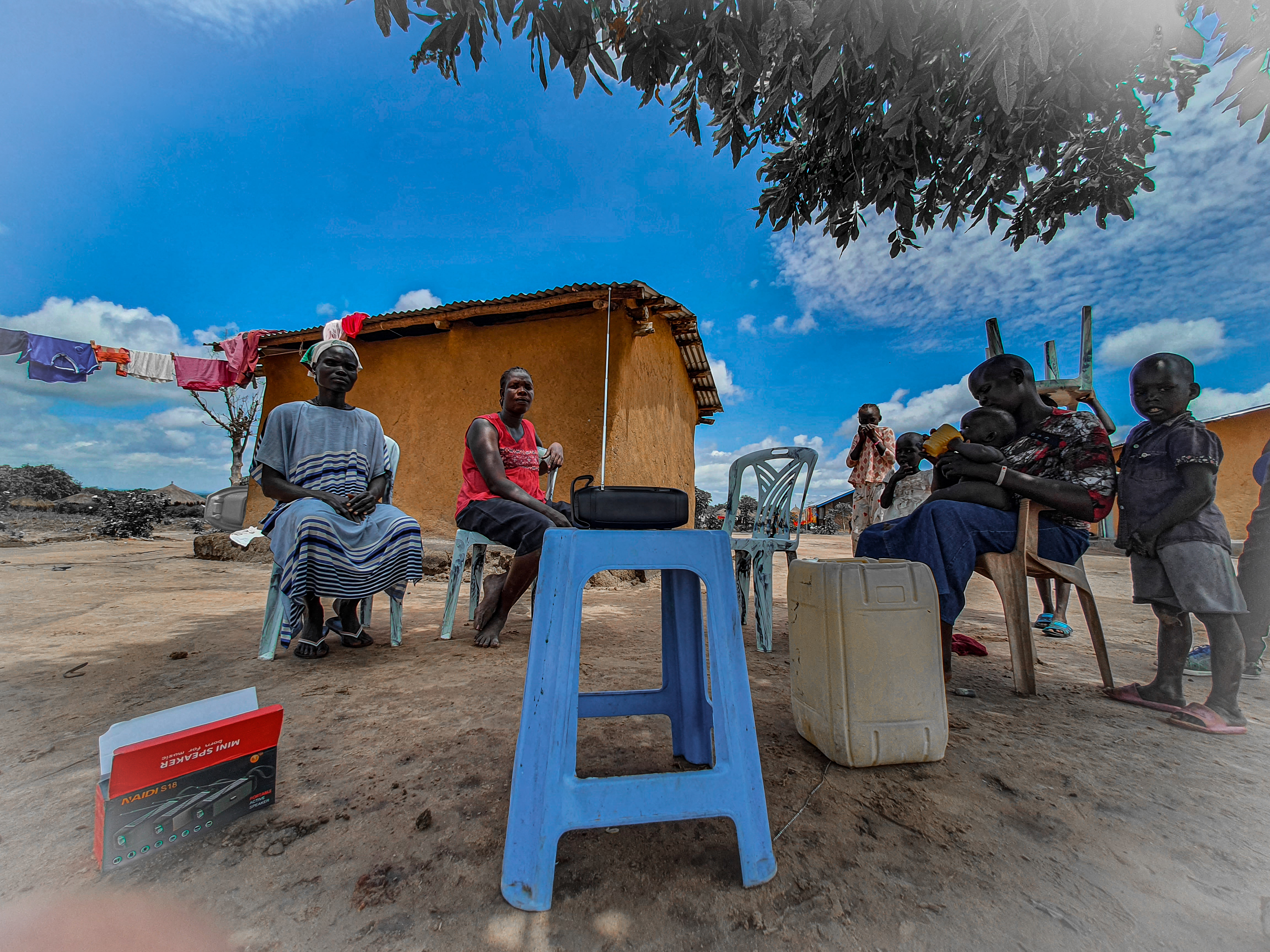
عائلة من السودانية تستمع إلى الراديو

### نشأة الإذاعة
أنشئت الإذاعة السودانية في أول أبريل 1940م إبان الحرب العالمية الثانية من المال المخصص للدعاية للحلفاء في حربهم مع دول المحور، واختيرت لها غرفة صغيرة بمباني البوستة القديمة بأم درمان بالقرب من بيت بيكو. وقد وزعت مكبرات الصوت في بعض ساحات أم درمان الكبيرة لتمكن أكبر عدد من المواطنين بمدينة أم درمان من الاستماع إلى الإذاعة التي كانت تبث نصف ساعة[ ؟ ] يومياً.
بعد أن وضعت الحرب أوزارها، أوقف الحلفاء[ ؟ ] الميزانية التي كانت تخصصه للدعاية، وكادت أن تتوقف الإذاعة، وهنا تدخل مستر (ايفانس) وحصل على تصديق ميزانية الإذاعة من السلطات الاستعمارية في البلاد.
وبذلك أصبحت ميزانيتها تابعة لأول مرة لحكومة السودان؛ حتى تكون بوقاً للاستعمار وحرباً على الاتجاهات الوطنية الناشئة في ذلك الحين والداعية إلى التحرر وحق تقرير المصير.
وظل الحال هكذا إلى أن وقعت اتفاقية القاهرة في 13 (توضيح)[ ؟ ] فبراير 1953م والتي نال السودان استقلاله بمقتضاها فيما بعد.

## شكل البرنامج
كانت الإذاعة في بداية عهدها ترسل لمدة نصف ساعة يومياً من الساعة السادسة مساء إلى السادسة والنصف مساء، وكانت تقدم خلال نصف الساعة هذه تلاوة من القرآن الكريم ونشرة خاصة بالحرب وأغنية سودانية بواسطة مكبرات الصوت للجمهور الذي كان يقف أمام مبنى البوستة بأم درمان.

### أول مذيع

للمذيع علي شمو وهو يساعد الرئيس الاسبق ابراهيم عبود لاذاعة بيان هام من اذاعة ام درمان ستينات القرن الماضي

في عام 1940م عين أول مذيع رسمي ليشرف على برنامج لا يتجاوز الخمسين دقيقة يقدم ثلاث مرات في الأسبوع وبرنامج إضافي لمدة ربع ساعة يقدم في بقية أيام الأسبوع وهو الأستاذ (عبيد عبد النور) وذلك بعد أن كان يتولى العمل في الإذاعة عدد من المتطوعين ولكن لفتت إذاعة (هنا ام درمان) انتباه المواطنين إليها في هذه الفترة وقد وزعت اجهزة الراديو في الأماكن العامة.

### الإذاعة القديمة
وفي سنة 1942م انتقلت الإذاعة من مبنى بوستة أم درمان القديمة إلى منزل بالإيجار بأم درمان غرب مدرسة الدايات بأم درمان وبدأت تذيع على موجة متوسطة هي 524 متراً وتوسع البرنامج بعد ذلك إلى ساعة كاملة يومياً، ثم ادخل البرنامج الإنجليزي وبرنامج[ ؟ ] آخر خاص بالقوات المحاربة وكانت كلها برامج موجهة لخدمة أهداف تخص الاستعمار الجاثم على صدر الأمة السودانية آنذاك ويلاحظ آن الدوبيت قد ادخل ضمن مواد الإذاعة في هذه المرحلة للحديث عن الحرب وفي 1943م أدخلت الموجة القصيرة 31 متراً على الإرسال الإذاعي.

### الإذاعة الوطنية
وهكذا أخذت الإذاعة تقدم خطوة حسب ما أتيح لها من إمكانيات حتى كان شهر مارس 1954م، حين تربعت على كرسى الحكم أول حكومة وطنية.
فبدأت تعمل من أجل السودان وحده جملة وتفصيلاً وأخذت تؤدي رسالتها الهامة في ذلك الحين من أجل تثبيت أركان الاستقلال والصمود بقوة أمام العواصف التي كانت تثار حوله. وكان موقف الإذاعة من ابرز العوامل التي أدت إلى صيانة حق السودان في حريته وعزته وكرامته.

### التسجيل على إسطوانات
عندما بدأت الإذاعة لأول مرة لم تكن هناك تسجيلات، بل كانت كل المواد تنقل رأساً إلى المايكرفون.
وفي عام 1949م أدخل لأول مرة نظام التسجيل على الاسطوانات واستفيد منه في تسجيل الاغانى في أول الامر ثم الأحاديث والتمثيليات والبرامج.

### التسجيل على شرائط كاسيت
واستمر الحال هكذا إلى أن شيدت استديوهات الإذاعة الحالية في عام 1957م فبدأ استخدام الشريط المغناطيسى لأول مرة.

### الإذاعات الخارجية

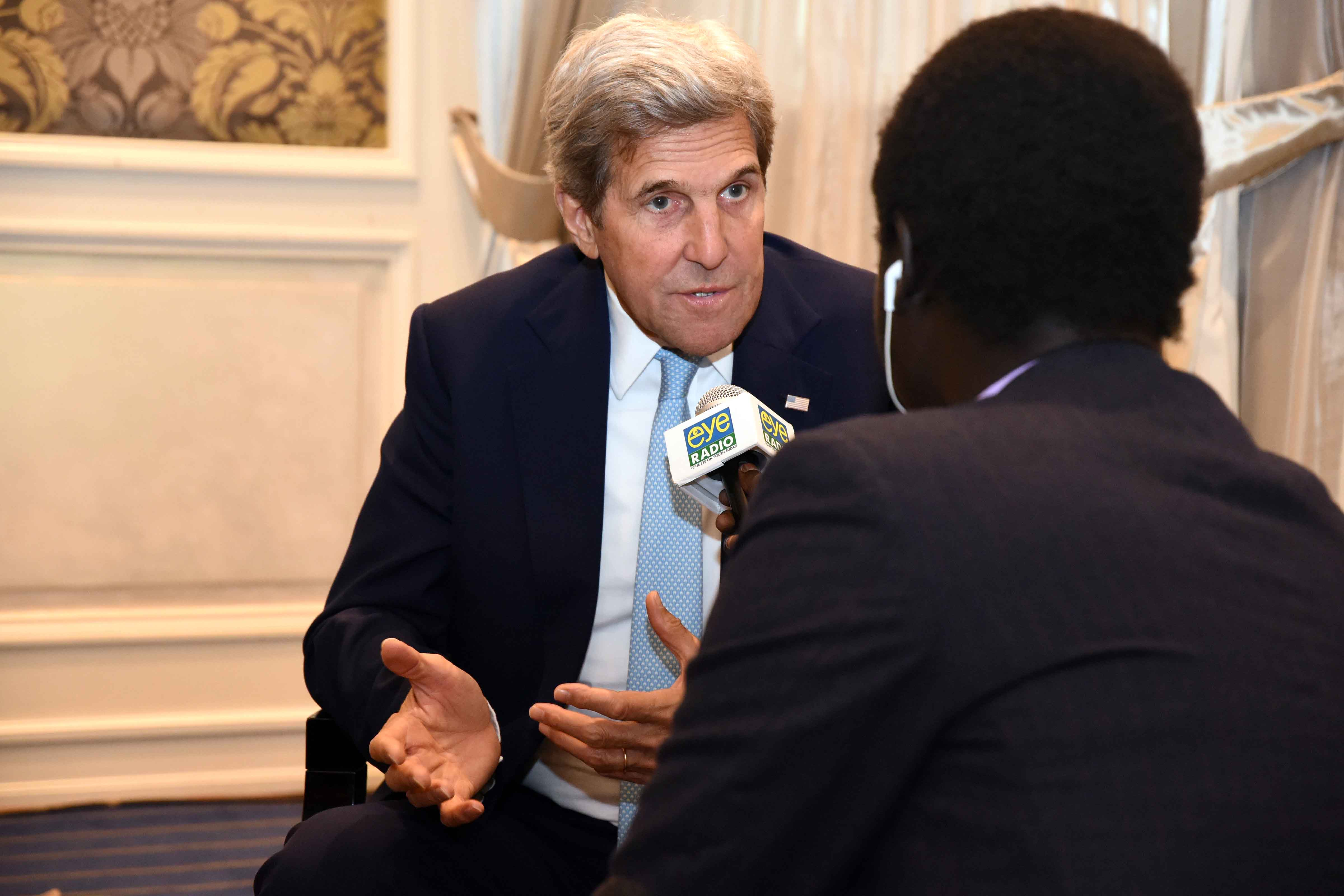

وخرج المايكرفون من استديوهات الإذاعة لأول مرة في عام 1951م وكانت الاذاعات الخارجية في ذلك الحين مقصورة على اذاعة مباريات كرة القدم الامة من دار الرياضة بأم درمان.
وفي 1953م شرعت الإذاعة في نقل المناسبات القومية والسياسية إلى مستمعيها.
وفي عام 1954م انشئ جهاز إرسال جديد غير معالم الإذاعة تغييراً أساسياً، إذ أصبحت تسمع في معظم أنحاء السودان والخارج بعد أن اضيفت موجة متوسطة وموجات قصيرة جديدة وانتقل المايكرفون للمرة الأولى خارج القطر في يوم 12 (توضيح)[ ؟ ] نوفمبر 1956م لينقل جلسة الأمم المتحدة والتي أعلن فيها انضمام السودان للأمم المتحدة كدولة مستقلة.
ومنذ ذلك التأريخ جاب المايكرفون جميع أنحاء السودان لتغطية المناسبات الداخلية كما تنقل خارج القطر لنقل مختلف المناسبات التي تهم البلاد.

## تقنيات إذاعية
لم تكن هناك في البداية تسجيلات ولكن كان النقل مباشراً على المايكرفون، وفي عام 1949 تم استخدام نظام التسجيل على الأسطوانات. تم بناء استديوهات الإذاعة الحالية في عام 1957 فبدأ استخدام الشريط المغناطيسي لأول مرة.
أول حفل غنائى: كانت أول حفلة غنائية تذاع من خارج العاصمة من مدينة عطبرة في ديسمبر 1958م.

## التقانة الرقمية

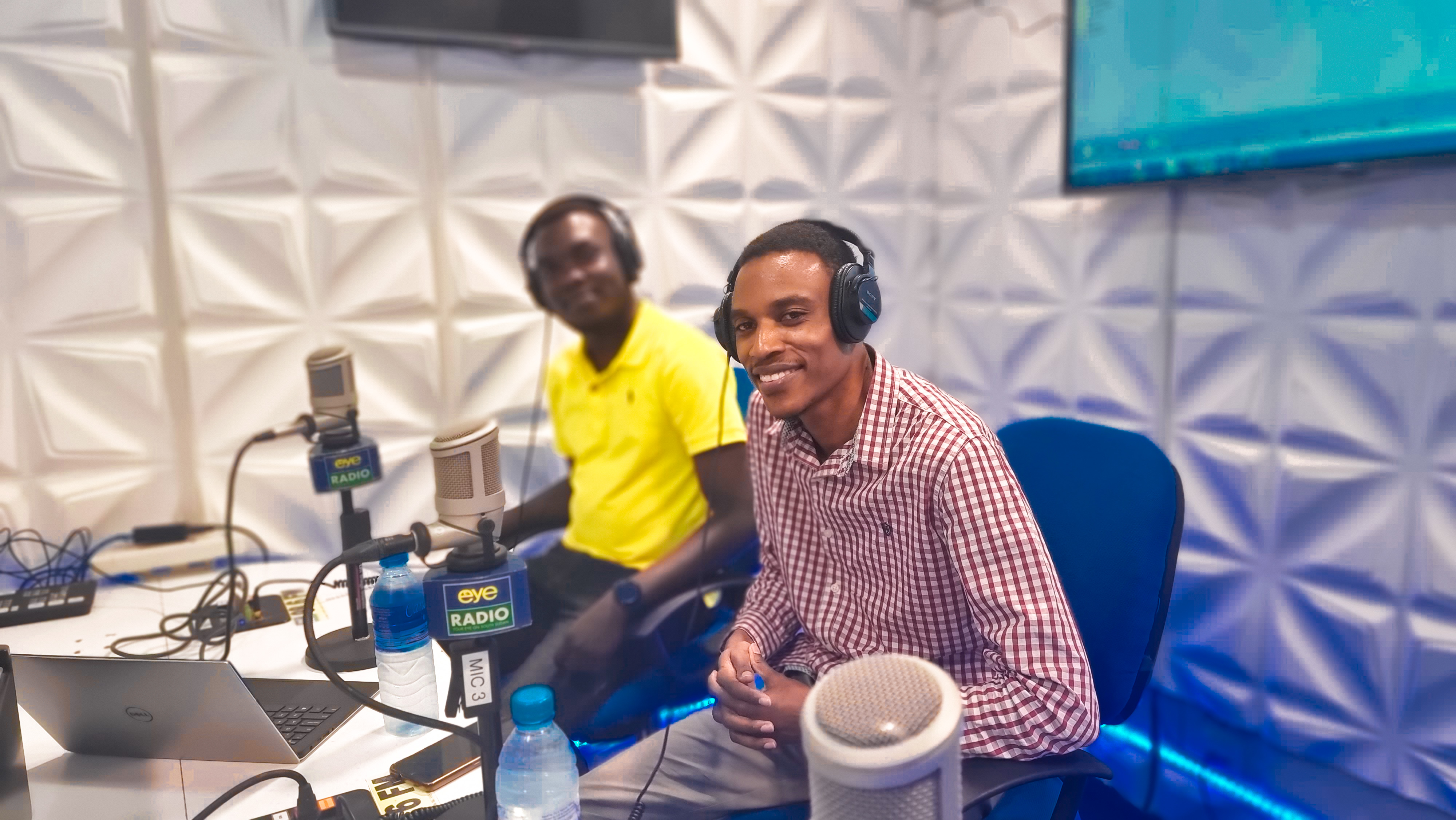
راديو جوبا

كانت التقنية السائدة هي التقنية التماثلية والتي تعتمد على أشرطة الريل بأحجام متفاوتة فمنها الذي طوله ساعة وآخر نصف ساعة ثم ثلث ساعة وأخيراً ربع ساعة.
وكان العاملون يعانون – رغم اعتيادهم عليها زمناً طويلاً – من الوقت المستغرق في عملية تركيب الشريط على جهاز التلعيب والوصول إلى مادة بعينها والزمن المستغرق في ارجاع الشريط للأول وهكذا. وكانت المعاناة الحقيقية تتمثل في عملية المعالجة (المونتاج).
دخلت التقنية الرقمية الإذاعة وبدأ العمل بها في العام 2000م باستجلاب الأجهزة الرقمية في شكل شبكة حاسوبية (شركة فرنسية تسمى Netia) حيث حضر اختصاصيون من قبل الشركة للإذاعة وقاموا بتركيب الأجهزة ثم تدريب بعض العاملين عليها وهم بدورهم قاموا بتدريب الآخرين.
وهكذا حتى استطاع معظم العاملين بالإنتاج البرامجي قادرين على التعامل مع هذه التقنية التي تميزت بالاتى:
- سرعة الوصول إلى المادة المطلوبة في الوسيط التخزيني الرقمي.
- درجة نقاوة الصوت العالية.
- سرعة وسهولة المعالجة والمونتاج لأن التقنية الرقمية تمكنك من رؤية الإشارة الصوتية على شاشة الحاسوب وبالتالي تستطيع معرفة اين يمكن لك ان تقطع أو تضيف أو تعدل.
- العمر الافتراضي للوسائط الرقمية أكبر بكثير من الوسائط التماثلية.
- التقنية الرقمية مرتبطة بشبكة وبالتالي كل شخص له مهمة محددة ويعني اختصار الزمن والجهد. -	ربط الأجهزة الرقمية مع بعضها سهل كثيراً التواصل مع الآخرين في استجلاب المعلومات سواء عن طريق الهاتف أو غيره.
- الرسائل الصوتية يمكن تسجيلها عن طريق الهاتف من قبل المراسلين وتظهر في الحال للمستخدمين داخل الإذاعة.
- قلة التكلفة.
- صغر الحيز المكاني للوسائط الرقمية (تسعى الآن الإذاعة لاستجلاب «دواليب من شأنها شغل حيز مكاني لا يقارن بما كانت عليه إبان الوسائط التماثلية» لحفظ المكتبة الصوتية التي ستتغير بالكامل إلى وسائط رقمية).
- الارتباط المباشر مع مصادر المعلومات والأخبار مما أتاح للعاملين قاعدة معلومات هائلة تعينه على الاعداد والإنتاج.

فبدأت الإذاعة ما يعرف بمرحلة الشبكات في كل أشكال العمل الإذاعي.

### شبكة الأخبار
وهي تحويل العمل الإخباري اليدوي إلى حاسوبي عن طريق برنامج حاسوبي في شبكة رابطة لكل أقسام إدارة الأخبار.

### الشبكة الصوتية
وهي تجسيد للعمل الإذاعي لمرحلة التغذية والتسجيل والمونتاج والتنسيق والبث فهي شبكة تتكون من عدة برامج حاسوبية مصممة خصيصاً للعمل الإذاعي بواسطة شركة فرنسية Netia. وهذه هي البرامج والمراحل:
- برنامج [ Radio-Assist ] :

هنا تتم مرحلة التغذية للمادة الإذاعية المعينة " التسجيل أو الاستجلاب من وسائط أخرى كالاسطوانات الضوئية وغيرها من الوسائط. ثم المعالجة الاليكترونية والمونتاج من تنظيف لهذه المواد وتعديل. ثم تجهيز المادة بوضع الختم الاليكتروني النهائي دلالة على صلاحيتها للبث. وكل مستخدم يدخل باسمه وكلمة مروره وتحمل المادة التي انتجها هذا الاسم مما يعني تحديد المسؤوليات.
- برنامج [ Feder-All ] :

تأتي هذه المرحلة بعد المرحلة السابقة حيث تظهر هنا كل المواد التي صودق على صلاحيتها، ثم تصمم الخارطة البرامجية في هذه المرحلة لفترة زمنية تطول أو تقصر «يمكن تصميم خارطة لسنة كاملة»، ومن ثم استخلاص البرنامج اليومي من هذه الخارطة، ثم تغذية البرنامج اليومي بالمواد المنتجة الصالحة صوتاً ومعلومة.
- برنامج [ Air Ddo ]

هي مرحلة البث، حيث تظهر كل قائمة البرنامج اليومي بمواده الصوتية الجاهزة مع إمكانية استجلاب مواد أخرى من المكتبة وتجهيز مواد احتياطية عند الطوارئ إذا استلزم الأمر تغيير البرمجة.
- برنامج [ Music All ]

يعنى بتوزيع خارطة البث الموسيقى، حيث تُغذى المواد الموسيقية بتصنيفات معيارية مختلفة كنمط المادة ونوع الإيقاع والحقبة الزمنية وغيرها، ويعين على تجنب التكرار في المواد الموسيقية. كما تساهم المعلومات الاحصائية في معرفة ما تم بثه ونسبة البث، ليس ذلك فحسب بل حتى ما تود الإذاعة بثه في المستقبل.
-	هذه البرامج كلها مربوطة مع بعضها عن طريق شبكة حاسوبية وذلك يعني أن المعلومة متاحة لكل من ارتبط بها.
-	أصبح الوصول للمادة الإذاعية سريعا بفضل معايير البحث المخصصة سواء كان باسم المادة أو مؤديها أو مؤلفها...الخ.
-	يتميز برنامج المونتاج بالسهولة في التعامل وذلك من خلال استخدام خاصيتي البصر والسمع مما أدى لإنتاج العديد من البرامج المعقدة والتقارير المعالجة بالنسبة للأخبار وفي زمن وجيز.
ترتبط هذه البرامج من خلال الشبكة وموصولة إلى الجهاز الخادم Server والذي يعتبر بمثابة البنك الصوتي الذي تخزن عليه المواد الصوتية وإجراء التعديلات عليها وهو يسع الآن حوالي 10 آلاف ساعة صوتية ويمكن زيادة ذلك، وله جهاز مماثل تماماً يعمل كاحتياط له. وهو يعتبر الآن النواة الأولى للمكتبة الصوتية الاليكترونية.
كما استفادت الإذاعة من جهاز الـ Vsat والذي يربط الإذاعة بالإذاعات العربية وفق اتفاقية بينها من خلال اتحاد اذاعات الدول العربية، والذي أسهم كثيرا في برامج التبادل الاذاعي بين الاذاعات العربية والنقل الصوتي المباشر للاحتفالات الفنية والرياضية دون تكلفة مادية.

### برنامج تحرير الأخبار بالإذاعة السودانية
بدأ تصميم برنامج تحرير الأخبار قبل 3 (عدد) سنوات بفكرة مبسطة ثم تطورت الفكرة بناء على برنامج تحرير أخبار منتج من شركة بريطانية عالمية ثم روعي في تصميمه النواقص التي كانت في البرنامج البريطاني Marlin Reporter بما يتناسب واحتياجات قسم الأخبار بالإذاعة السودانية.
تم التصميم على برنامج MS ACCESS2000 من قبل المهندس/حسن مصطفى حسن – الإذاعة - وتم تدريب مجموعات الأخبار عليه ثم بدأ التطبيق الفعلي لهذا البرنامج في 8 (عدد) يناير 2002م بنشرة الثانية عشر منتصف النهار بصوت المذيع أسامة مختار واستمر حتى مارس 2003م لتبدأ مرحلة التطوير الثانية:
في هذه المرحلة تم تحديث البرنامج من قاعدة البيانات ACCESS إلى Oracle وتم تغيير الاسم من برنامج خبر – نت إلى برنامج أورانيوز عن طريق شركة أورانت والتي بنت على البرنامج السابق ثم أضيفت بعض التعديلات والاحتياجات الجديدة.
البرنامج يعتبر أول برنامج تحرير أخبار اليكتروني بالإذاعة السودانية مما حقق كسباً للإذاعة السودانية.
العمل بهذا البرنامج جعل من إدارة الأخبار إدارة لا تتعامل بالأوراق – عدا نسخة النشرة المطبوعة احتياطاً- وساعد كثيراً في اختصار الزمن والجهد، كما ساعد على تطوير قدرات أفراد الإدارة الذهنية والتقنية من خلال المواكبة المستمرة للمستجدات عن طريق الإنترنت وغيرها من المصادر والتي كانت غير متاحة قبل البرنامج.
تمتد الصلاحية للبرنامج إلى ما لا نهاية طالما أن هنالك أرشفة دورية، كما يمكن ربط قاعدة البيانات بأي برنامج آخر، ويتكون من عدد من المراحل:
1- مرحلة الالتقاط:
وهي المرحلة الأولى لإنتاج المادة الأخبارية وذلك بالتقاط الأخبار الواردة من مصادر متعددة مثل:
- ‌الإنترنت
- ‌سونا/ وكالة السودان للأنباء
- ‌الفضائيات
- ‌الفاكس
- ‌التغطيات

ثم يعاد تحرير المادة وفقاً لمتطلبات الخبر نفسه وبالمعالجة الفنية اللازمة [ بالنسبة للمادة الواردة من الفضائيات فيتم تسجيلها صوتياً ثم تحريرها نصياً ].
2- مرحلة التدقيق والفحص:
ترسل الأخبار المحررة من قبل المحرر إلى رئيس القسم لإجراء التدقيق والفحص لهذه الأخبار وإمكانية الترجمة لبعض الأخبار بلغات مختلفة لخدمات إذاعية أخرى وله الحق في إعادة بعض الأخبار إذا كانت هنالك إشكالية في تحريرها من ناحية الصياغة أو غيرها مشفوعة بملحوظته للمحرر لإعادة تحريرها.
3- مرحلة بناء النشرة:
وهي مرحلة إعداد مكونات النشرة الإذاعية المعينة – كل خبر يُحدد له متى يبث – من خلال قائمة الأخبار التي تصله بعد إجازتها والتحقق من صلاحيتها، كما يتم في هذه المرحلة ترتيب الأخبار وفقاً لأولويات المادة الخبرية نفسها أي ترتيب النشرة وفقاً للوائح المعمول بها في الإدارة. كما يمكن تجميد بعض الأخبار وتأخيرها إلى نشرة قادمة حسب المتطلبات.
4- مرحلة البث:
وهي المرحلة الأخيرة التي يتم فيها وصول المادة الخبرية في النشرة المعينة بكاملها إلى المذيع داخل الاستديو في شاشة خاصة به – وفقاً لمواصفات فنية وهندسية معينة إذ ليس كل شاشة يمكن ان تصلح لذلك – وفي هذه المرحلة تأتي الأخبار مرتبة وجاهزة لقراءتها وليس للمذيع ان يتدخل في ترتيبها أو تعديلها، كما يجب على المذيع تحديد الأخبار التي قرأها في هذه النشرة المعينة لغرض استصدار تقارير احصائية شهرية. يمكن أيضاً ان تأتي أخبار عاجلة وطارئة مباشرة للمذيع في شاشته إذا استدعى الأمر وبعد موافقة رئيس القسم.

## التقارير
البرنامج يصدر تقارير شهرية إحصائية لكل مجموعة عمل وحدها كما يصدر تقارير بأعمال الملتقطين والمحررين ورؤساء الأقسام والمذيعين أي كل المشاركين في إنتاج المادة الأخبارية وتبنى عليها الحقوق المالية وبالتالي فرصة للتنافس في زيادة وجودة الإنتاج الأخباري. كما يصدر تقارير إحصائية بنسب تصنيفات المواد الأخبارية إلى بعضها البعض – كم نسبة الأخبار السياسية أو الاقتصادية...الخ-.

## الأرشفة
وهي تتم يومياً عند الفراغ من اليوم العملي بتحويل كافة الأخبار المنتجة في خلال اليوم إلى ملف الارشيف بغية الاستفادة منها لاحقاً – البرنامج به إمكانية العودة لأخبار سابقة ولو قبل سنوات بمعايير بحث واسعة ومرنة – وهذا يساعد في حفظ الجهد المبذول في إنتاج المواد الأخبارية والاستفادة منها كذلك حتى في إنتاج مواد إذاعية صوتية أخرى تعنى بالتوثيق الأخباري.
ويعتبر برنامج دكان ود البصير أطول برنامج في تاريخ الإذاعة[بحاجة لمصدر]، ويقدمه الباحث عبد المطلب الفحل.

## السودانفي اتحاد إذاعات الدول العربية
بمبادرة من السودان تم طرح فكرة ان يكون السودان هو الدولة المؤسسة لاتحاد إذاعات الدول العربية حيث تم توجيه الدعوة للدولة المؤسسة لقيام الاتحاد. وكان أن انعقدت الجمعية العمومية بالسودان وخاطب الجلسة الافتتاحية الرئيس إسماعيل الأزهري وذلك بمقر دار المرشدات قرب الإذاعة.
وكن الجلسات التداولية وأوراق العمل كانت تعقد في فندق السودان.
ترأس السودان الجلسة التي تلت الجلسة الأولى لقيام الاتحاد والتي عقدت في العاصمة العراقية بغداد. ظل السودان ومنذ إنشاء الاتحاد يشارك بفعالية في كل أنشطة الاتحاد واجتماعاته وأعماله خاصة التبادلات الثنائية والجماعية.
ففى المجال الاذاعى أستحدث اتحاد اذاعات الدول العربية شبكة الـ V.SAT التي تعمل على أقمار عربسات ((2B ثلاثون درجة شرق على محول (19(TRANSPONDER ويستفيد منها قطاع الإذاعة والتلفزيون فيما يلى:
المشاركة في المؤتمرات الصوتية والاتصال المباشر بالاتحاد ومراكزه والهيئات الاعضاء على VOICE CONFERENCE POINT TO POINT.
وقد أسهم الفيسات في تطوير تعاون الإذاعة السودانية مع رصيفاتها في الدول العربية من خلال بث البرامج الاذاعية وكذلك استقبال البرامج الاذاعية من مختلف الدول العربية حيث تقوم الإذاعة باستخدام تلك البرامج وإفراد مساحات معتبرة لها ضمن خارطتها البرامجية.
كذلك استطاعت الإذاعة السودانية من خلال شبكة الفيسات في بث سهرات ولقاءات مشتركة مع العديد من الدول العربية ويقوم بهذه الأعمال منسق برامجى ومنسق هندسي تنفيذاً لتوصيات اتحاد إذاعات الدول العربية.
تشارك الإذاعة السودانية في الاجتماعات الدورية التي ينظمها اتحاد اذاعات الدول العربية سنوياّ.